# بوردانو
بوردانو (به ایتالیایی: Bordano) یک کومونه در ایتالیا است که در استان اودینه واقع شده‌است.

## خصوصیات
بوردانو ۱۵٫۲ کیلومترمربع مساحت و ۸۱۵ نفر جمعیت دارد و ۲۲۴ متر بالاتر از سطح دریا واقع شده‌است.

## خواهرخوانده
شهرهای آلاخوئلا و Montegrotto Terme خواهرخوانده‌های بوردانو هستند.